# Drible da vaca
Drible da vaca é uma jogada no futebol que ocorre quando o jogador dribla o seu adversário tocando a bola por um lado e passando por ele pelo outro. Assim, o adversário fica sem saber se fica atento à bola que passa por um lado, ou ao adversário, que passa pelo outro.
Também é conhecida por meia-lua e gaúcha, e sua origem remonta aos primórdios do futebol brasileiro, quando os primeiros campos eram improvisados em locais de pastagem. Nestes campos improvisados, frequentemente, vacas invadiam o gramado, fazendo com que os jogadores tivessem que se esquivar de seus adversários e dos animais que surgiam.